# Pilotrichella cuspidans
Pilotrichella cuspidans är en bladmossart som beskrevs av Ferdinand François Gabriel Renauld och Jules Cardot 1890. Pilotrichella cuspidans ingår i släktet Pilotrichella och familjen Meteoriaceae. Inga underarter finns listade i Catalogue of Life.